# Pallacanestro al XII Festival olimpico estivo della gioventù europea
Le competizioni di pallacanestro al XII Festival olimpico estivo della gioventù europea si sono svolte dal 15 al 19 luglio 2013 a Utrecht, nei Paesi Bassi

## Podi

### Ragazzi
| Evento          | Oro    | Argento | Bronzo  |
| Torneo maschile | Serbia | Croazia | Turchia |

### Ragazze
| Evento           | Oro       | Argento | Bronzo   |
| Torneo femminile | Rep. Ceca | Francia | Ungheria |